# Пономаренко, Геннадий Николаевич
Геннадий Николаевич Пономаренко (род. 23 августа 1959, Умань, Черкасская область, УССР, СССР) — российский ученый в области реабилитационной медицины. Член-корреспондент РАН (2022), заслуженный деятель науки Российской Федерации (2012), доктор медицинских наук (1994), профессор (2001), генеральный директор ФГБУ «Федеральный научный центр реабилитации инвалидов им. Г. А. Альбрехта» Минтруда России, заведующий кафедрой физической и реабилитационной медицины Северо-Западного государственного медицинского университета им И. И. Мечникова Минздрава России.

## Биография
Родился в семье военнослужащего.
В 1983 году окончил с отличием Военно-медицинскую академию им. С. М. Кирова по специальности «лечебно-профилактическое дело», в 1988 году — физический факультет Ленинградского государственного университета им. А. А. Жданова по специальности «радиофизика», в 2000 — с отличием Северо-Западную академию государственной службы по специальности «Государственное и муниципальное управление».
С 1983 по 1986 год проходил военную службу в должности врача авиационного полка.
С сентября 1986 года — младший научный сотрудник; преподаватель кафедры биологической и медицинской физики; преподаватель, профессор кафедры общей терапии ВМедА им. С. М. Кирова, с 1993 по 2019 гг. — начальник (заведующий) кафедрой курортологи и физиотерапии (с курсом медицинской реабилитации) ВМедА им. С. М. Кирова.
В 1988 и в 1993 гг. защитил кандидатскую и докторскую диссертации, посвящённые механизмам хеморецепции и сенсорного восприятия низкочастотных акустических колебаний. В 2000 году присвоено учёное звание профессор.
С августа 2010 года — профессор кафедры физических методов лечения и спортивной медицины Первого Санкт-Петербургского государственного медицинского университета имени И. П. Павлова.
В 2016—2017 гг. — заместитель генерального директора по научной работе ФГБУ «Санкт-Петербургский научно-практический центр медико-социальной экспертизы, протезирования и реабилитации инвалидов им. Г. А. Альбрехта» Министерства труда России. В марте 2017 года назначен генеральным директором СПбНЦЭПР им. Г. А. Альбрехта. Под руководством Г. Н. Пономаренко Центр был реорганизован в Федеральный научный центр реабилитации инвалидов им. Г. А. Альбрехта Минтруда России.

## Научная деятельность
Разработал теоретические основы восстановительной медицины в интересах здоровьесбережения населения Российской Федерации — концепции персонализированной восстановительной медицины, курортной терапии, медико-психологической реабилитации и оздоровительного отдыха — внедрение которых привело к снижению рисков заболеваний и формированию новой системы комплексной реабилитации пациентов. Выполнил трансляционные исследования механизмов действия лечебных физических факторов с целью создания инновационных цифровых восстановительных технологий. Внедрил в клиническую практику новые высокотехнологичные реабилитационные технологии (биорегулируемая аэроионотерапия, вибровакуумтерапия, роботизированная механокинезитерапия, транскраниальная магнитотерапия), осуществил цифровую трансформацию протезирования и ортезирования пациентов, в том числе с боевыми травмами, что обеспечило диверсификацию производства протезно-ортопедических изделий в Российской Федерации.
Титульный редактор 8 Национальных руководств, автор более 600 научных работ, из них 40 монографий, 16 учебников и 15 патентов. Сформировал академическую научную школу — под его руководством защищено 12 докторских и 50 кандидатских диссертаций.
Сформировал научную школу по проблеме «медицинская реабилитация». При консультации и под его руководством выполнено и защищено 12 докторских и 50 кандидатских диссертаций, 7 его учеников имеют собственные научные школы.
Член экспертного совета по делам инвалидов Совета Федерации Российской Федерации, экспертного совета Комитета Государственной Думы Российской Федерации по охране здоровья.
Главный редактор журнала «Физическая и реабилитационная медицина», член редколлегий и редсоветов 10 рецензируемых научных журналов. Член Европейского общества физической и реабилитационной медицины, научного комитета FEMTEC, вице-президент Национальной курортной ассоциации, сопредседатель Санкт-Петербургского научного медицинского общества физиотерапевтов и курортологов.
Награждён премией Министра Обороны РФ (1999), медалями им. М. В. Ломоносова и И. П. Павлова, 12 ведомственными наградами.

## Награды и признание заслуг
- 1995 — Медаль Жукова
- 1999 — Премия Министра обороны РФ за руководство «Медицинская реабилитация раненых и больных»
- 2012 — Почётное звание «Заслуженный деятель науки Российской Федерации»
- 2023 — Орден Пирогова[1]

## Основные публикации
Монографии
- Пономаренко Г. Н., Самойлов В. О., Енин Л. Д. Низкочастотная биоакустика. СПб.:Реверс.- 1994. — 216 с.
- Пономаренко Г. Н. Физиогенетика. СПб.:Балтика, 2005. — 160 с.
- Пономаренко Г. Н., Тишаков А. Ю., Бобров Л. Л. Вариантная климатобальнеотерапия в кардиологии. СПб.: Балтика, 2005. — 224 с.
- Пономаренко Г. Н. Доказательная физиотерапия: Изд-е 2-е перераб. Доп К.:Куприянова, 2005. — 336 с.
- Пономаренко Г. Н., Шелякин А. М. Микрополяризация мозга. — СПб: Балтика, 2006. — 223 с.
- Пономаренко Г. Н., Крысюк О. Б., Обрезан А. Г. Персонализированная лазеротерапия в кардиологии. — СПб.:ИИЦ «Балтика», 2006. — 176 с.
- Пономаренко Г. Н., Спокойный Л. Б., Ключарёва С. В. Высокоинтенсивные лазерные технологии в дерматокосметологии. СПб: Санкт-Петербург XXI век, 2012. — 208 с.
- Пономаренко Г. Н., Улащик В. С. Физиотерапия: молекулярные основы СПб, 2014. — 288 с.
- Софронов Г. А., Пономаренко Г. Н., Дидур М. Д., Бойков А. Н. Оздоровительные технологии на курортах. СПб.:Изд. «Дума», 2014. — 176 с
- Пономаренко Г. Н., Болотова Н. В., Райгородский Ю. М. Транскраниальная магнитотерапия. — СПб, Изд. «Человек», 2016. — 152 с.
- Пономаренко Г. Н., Улащик В. С. Низкочастотная магнитотерапия . СПб, Изд. «Человек», 2017. 178 с. — ISBN 978-5-9704-3315-7.
- Пономаренко Г. Н., Улащик В. С. Физические методы трансдермального введения лекарств. СПб, Изд. «Человек», 2018. — 200 с.
- COVID-19: профилактика и реабилитация./ Под ред. акад. В. И. Старордубова. — М.: Наука, 2020. — 160 с.
- Пономаренко Г. Н. Физиотерапия: Национальное руководство. — М: ГЭОТАР, 2009, 2013, 2014. — 864 с. — ISBN 978-5-9704-2711-8 (Титульный редактор)
- Пономаренко Г. Н. Физическая и реабилитационная медицина. — М.: ГЭОТАР, 2016, 2020. — 688 с. — ISBN 978-5-9704-3606-6 (Титульный редактор)
- Пономаренко Г. Н. Физическая и реабилитационная медицина: краткая версия — М.:ГЭОТАР, 2017. — 512 с. — ISBN 978-5-9704-4181-7 (Титульный редактор)
- Пономаренко Г. Н. Реабилитация инвалидов. Национальное руководство. М: ГЭОТАР, 2018. — 688 с. (Титульный редактор)
- Разумов А. Н., Стародубов В. И., Пономаренко Г. Н. Санаторно-курортное лечение. Национальное руководство. М:ГЭОТАР, 2021—752 с. (Титульный редактор)